# دانشگاه گلاسگو
دانشگاه گلاسگو (به انگلیسی: University of Glasgow) یک دانشگاه تحقیقاتی دولتی در گلاسکو واقع در غرب اسکاتلند است که در سال ۱۴۵۱ میلادی بنیان‌نهاده شده و یکی از دانشگاه‌های باستانی بریتانیا و چهارمین دانشگاه قدیمی انگلیسی‌زبان جهان است. دانشگاه گلاسگو یکی از صد دانشگاه برتر جهان است.
این دانشگاه دارای تشکیلات پژوهشی و اداری در حاشیه دریاچه لوموند نیز می‌باشد.

## رتبه‌بندی

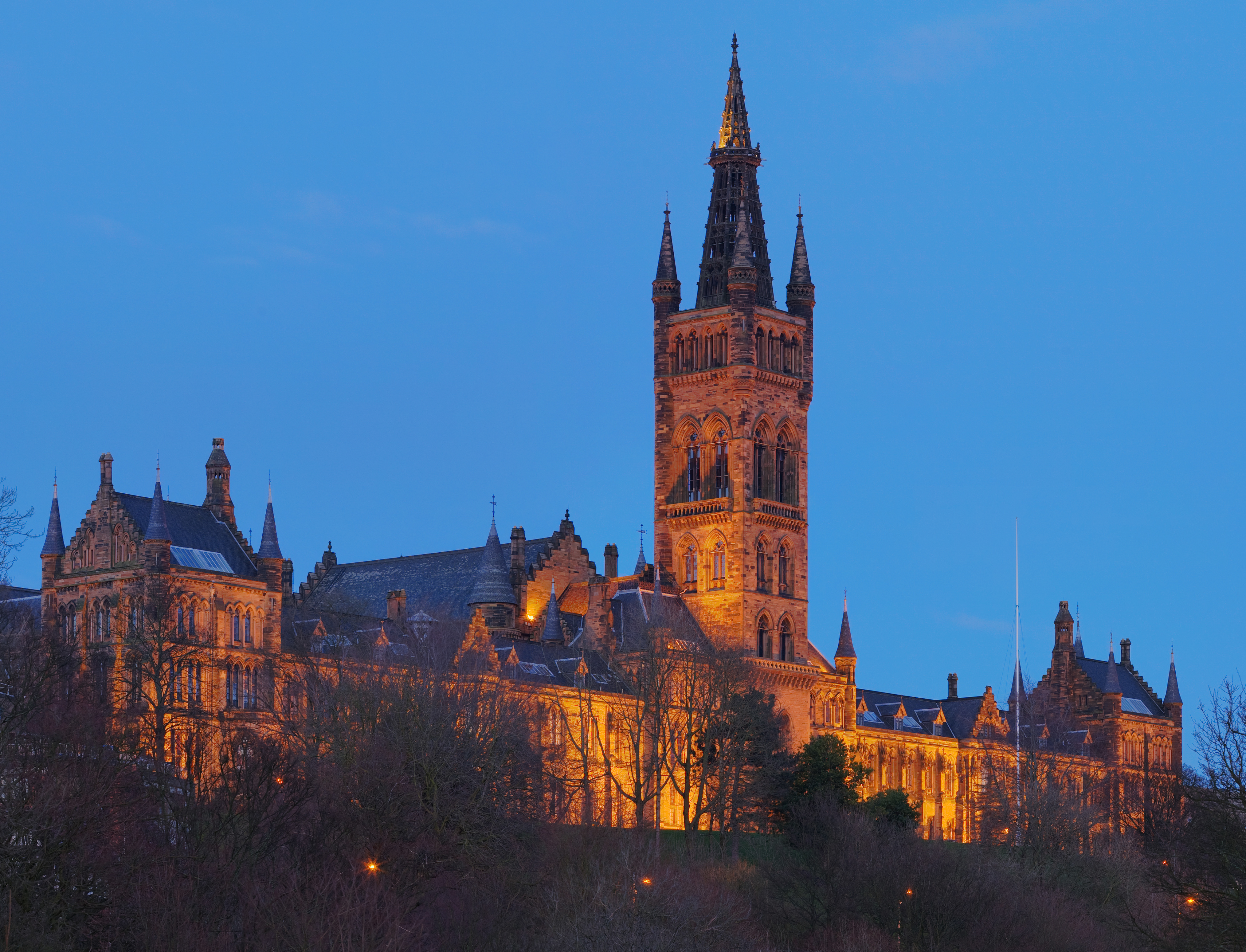
ساختمان گیلبرت اسکات در دانشگاه گلاسکو

در رتبه‌بندی دانشگاهٔ جهان QS در سال ۲۰۲۰ دانشگاه گلاسکو در رتبه ۶۷دنیا و یازدهم بریتانیا قرار گرفته‌است. همچنین بر اساس رتبه‌بندی مؤسسه تایمز در سال ۲۰۲۰ این دانشگاه در رتبه ۹۹ دانشگاه‌های جهان قرار دارد.

## دانشکده‌ها
دانشکده‌ها و کالج‌های دانشگاه گلاسکو عبارتند از:
- کالج هنر
- کالج پزشکی، دامپزشکی و علوم زیستی
- کالج مهندسی و علوم
- کالج علوم اجتماعی
- دانشکده کسب‌وکار آدام اسمیت
- دانشکده دندانپزشکی
- دانشکده شیمی
- دانشکده علوم محاسبات
- دانشکده فرهنگ و هنرهای خلاق
- دانشکده آموزش
- دانشکده مهندسی جیمز وات
- دانشکده مطالعات انتقادی
- دانشکده علوم جغرافیایی و علوم زمین
- دانشکده علوم انسانی
- دانشکده مطالعات میان رشته‌ای
- دانشکده حقوق
- دانشکده علوم زندگی
- دانشکده ریاضیات و آمار
- دانشکده پزشکی، دندانپزشکی و پرستاری
- دانشکده زبان‌ها و فرهنگ‌های مدرن
- دانشکده فیزیک و نجوم
- دانشکده روان‌شناسی
- دانشکده علوم اجتماعی و سیاسی

## مشاهیر دانشگاه گلاسگو
- آدام اسمیت: نظریه‌پرداز اصلی نظام سرمایه‌داری مدرن
- جیمز وات: مخترع موتور بخار و پدر انقلاب صنعتی
- ویلیام تامسون (لُرد کلوین): فیزیکدان مشهور و بنیانگذار مقیاس دمای ترمودینامیکی کلوین
- جوزف بلک: کاشف گاز دی‌اکسید کربن، کاشف گرمای نهان و بنیانگذار کمیت ظرفیت گرمایی ویژه
- جیمز مک‌گیل: بنیانگذار دانشگاه مک‌گیل در کانادا
- جان برد: مخترع تلویزیون

### برندگان جایزه نوبل
- ویلیام رمزی: برنده جایزه نوبل شیمی (۱۹۰۴) برای کشف گازهای نجیب و گسترش جدول تناوبی
- فردریک سودی: فیزیکدان و برنده جایزه نوبل شیمی (۱۹۲۱) برای کشف ایزوتوپ
- جان بوید اور برنده جایزه نوبل صلح (۱۹۴۹) برای تعیین استاندارد تغذیه در سازمان ملل متحد
- الکساندر تاد برنده جایزه نوبل شیمی (۱۹۵۷) برای کشف اسید نوکلئیک
- دریک بارتون برنده جایزه نوبل شیمی (۱۹۶۹) برای مدل‌سازی ایزومرهای ساختاری
- جیمز بلک برنده جایزه نوبل پزشکی (۱۹۸۸) برای کشف پروپرانولول‌های دارویی

### نخست وزیران
- هنری کمپبل بنرمن: حزب لیبرال بریتانیا
- اندرو بونار لا: حزب محافظه‌کار بریتانیا

### نخبگان ایرانی
- الهام امین‌زاده؛ در سه سال اول دولت یازدهم معاون حقوقی رئیس‌جمهور ایران و در سال چهارم این دولت دستیار ویژهٔ رئیس‌جمهور در امور حقوق شهروندی،[۸] و نیز نمایندهٔ دورهٔ هفتم مجلس شورای اسلامی از تهران بود.
- سید حسن امین حقوقدان و استاد تمام دانشکده حقوق و استاد راهنمای حسن روحانی رئیس دولت یازدهم و دوازدهم جمهوری اسلامی ایران.
- هادی حیدری، پروفسور نانوالکترونیک و رئیس دپارتمان الکترونیک و مهندسی نانو، دانشکده جیمز وات.

### نگارخانه

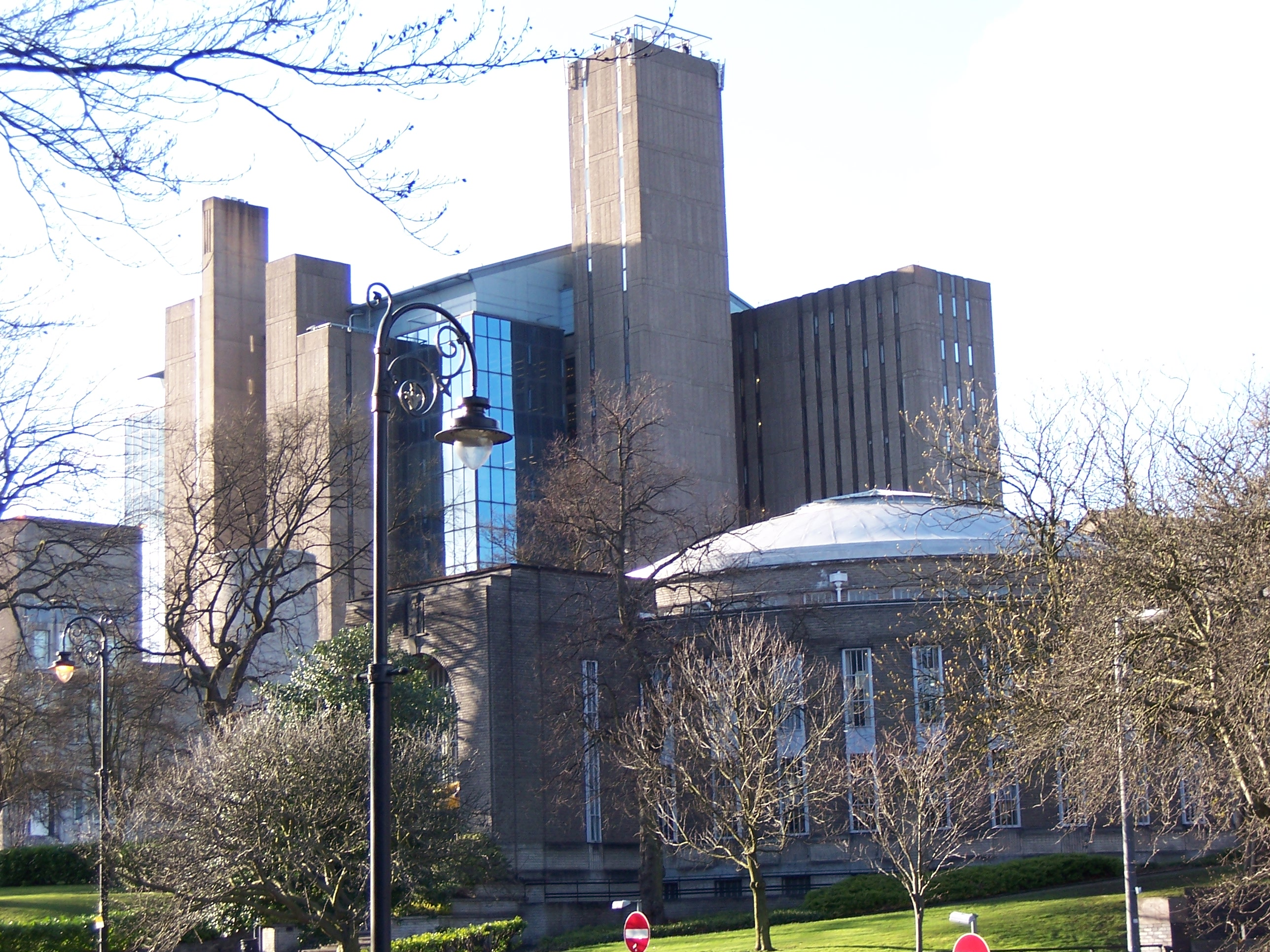
کتابخانه مرکزی دانشگاه گلاسگو

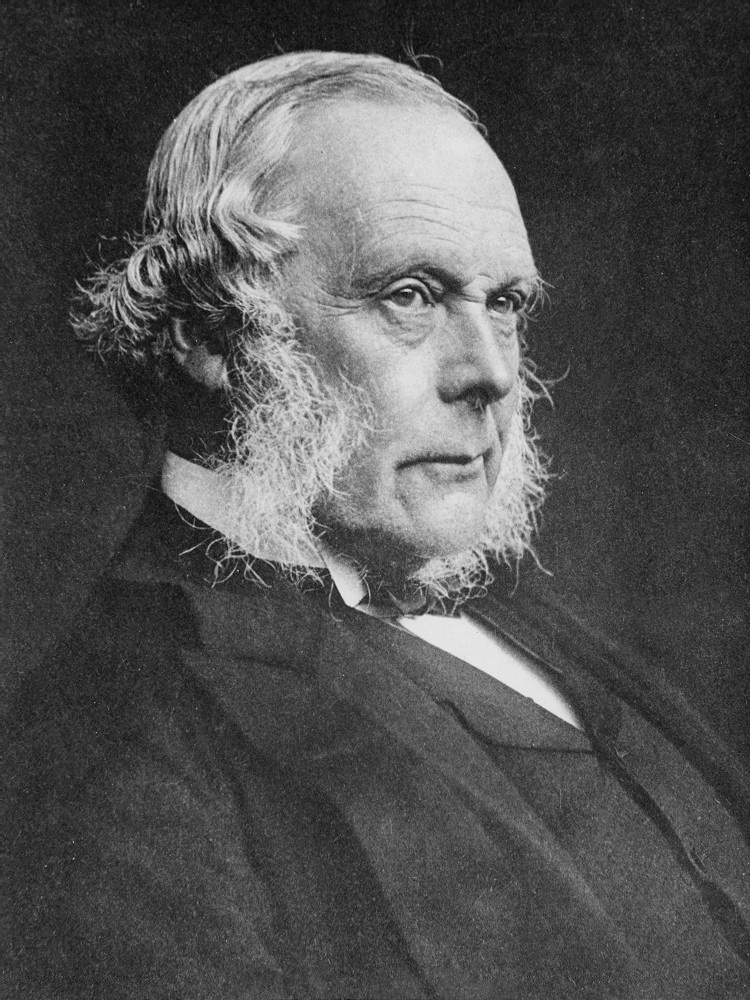
لرد لیستر
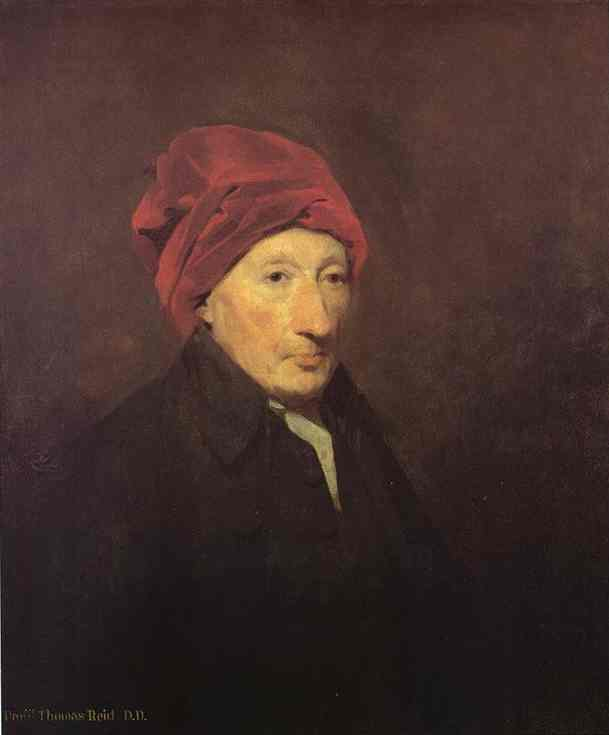
توماس رید
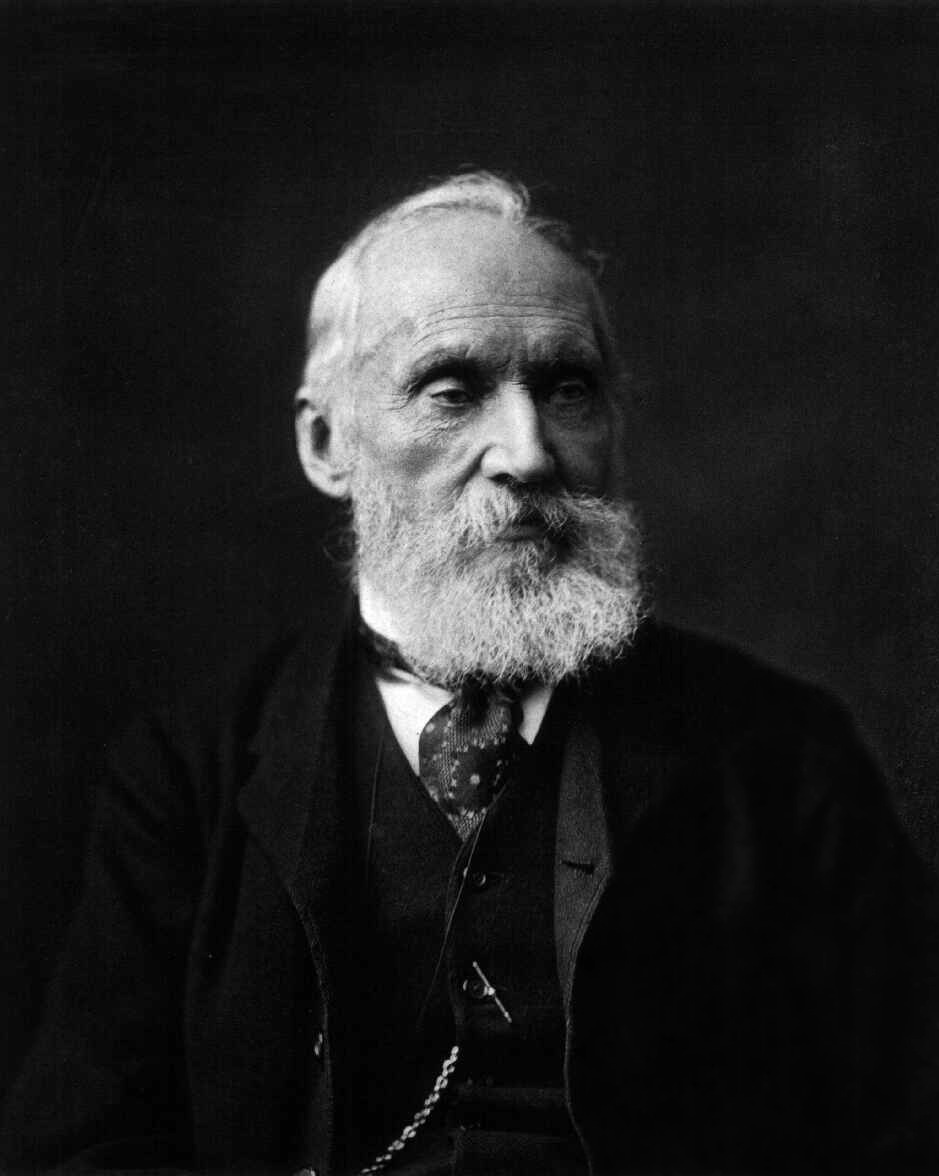
ویلیام تامسون، لرد کلوین
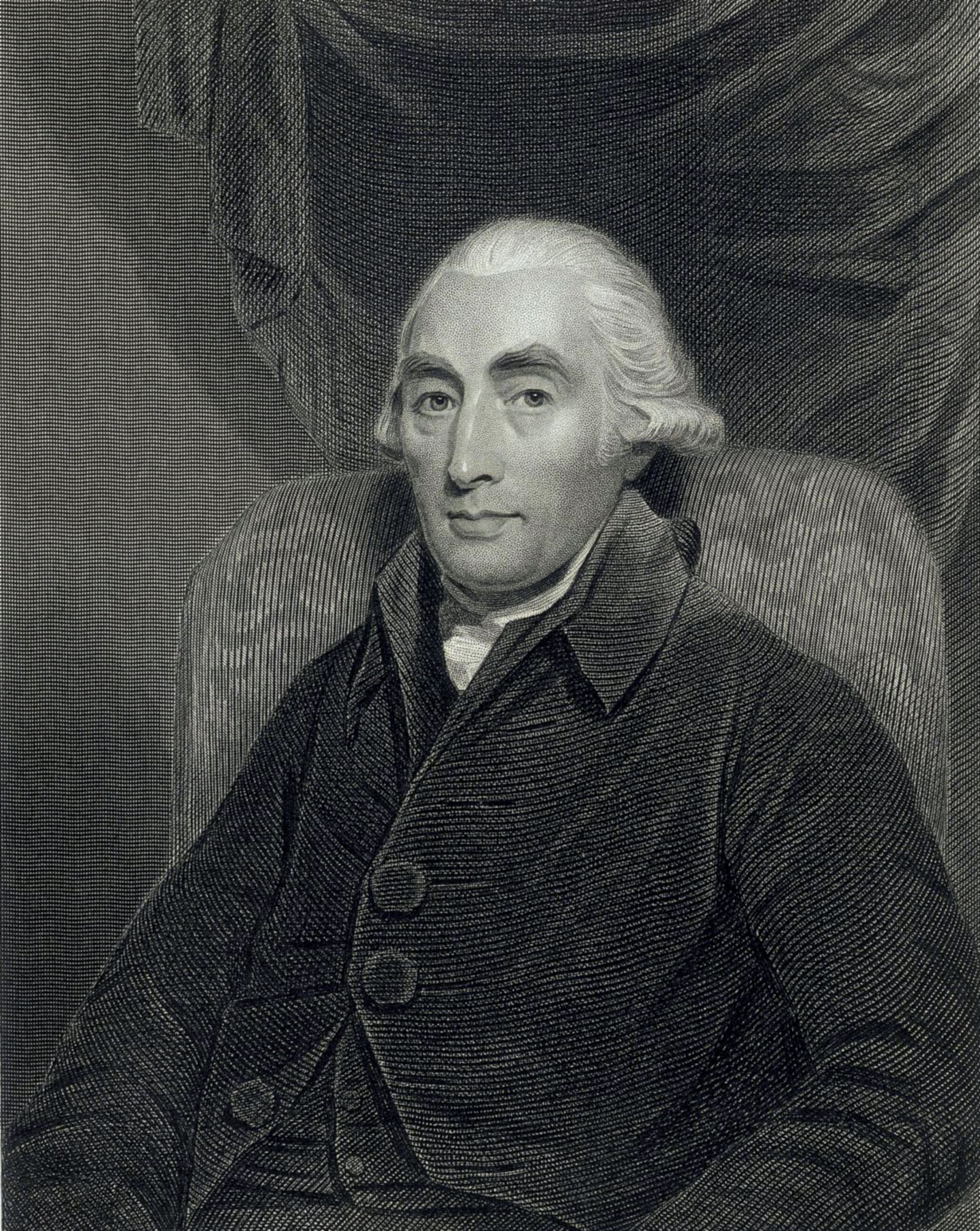
جوزف بلک
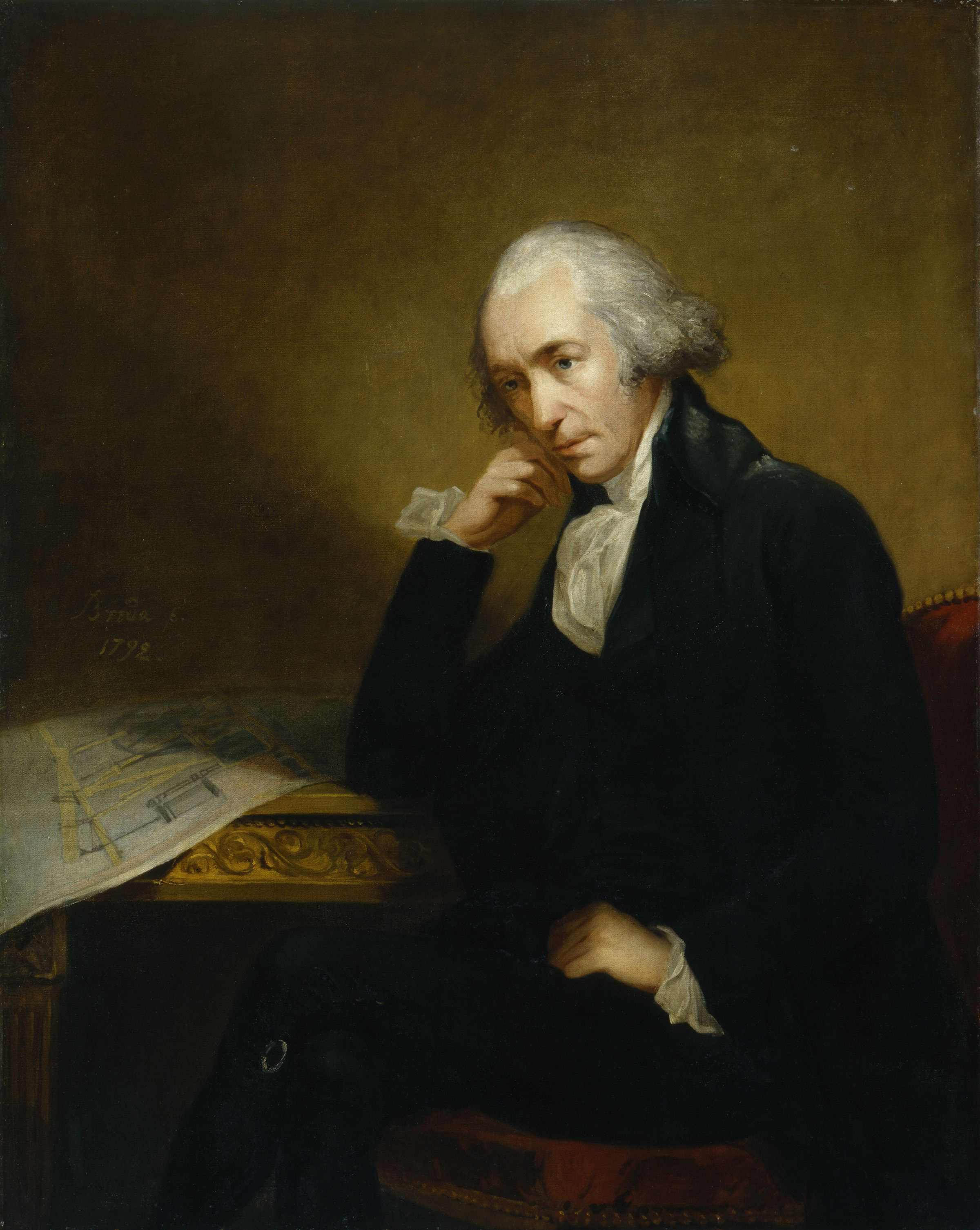
جیمز وات